# Thililua
Thililua là một chi thằn lằn cổ rắn, được Bardet mô tả khoa học năm 2003.